# Amarok
Amarok (nekoč imenovan amaroK) je računalniški program za predvajanje zvočnih datotek za namizje KDE. Trenutno ni vključen v KDE-jev večpredstavnostni modul - kdemultimedia razvijajo ga ločeno od KDE. Zaradi obširnega seznama zmožnosti velja za najbolj priljubljenega med predvajalniki glasbe za KDE. 
Prvotno ime programa je bilo amaroK, a so ga razvijalci 8. junija 2006 preimenovali v današnje ime Amarok. Ime je dobil po albumu Amarok Mikea Oldfielda. Beseda »amarok« pa pomeni tudi volk, prav zaradi tega je okoli njega zasnovana tudi grafična podoba celotnega programa.

## Možnosti Amaroka
Različica 1.4 (za KDE 3):
- Vgrajen sistem za samodejno nalaganje naslovnic albumov s strani Amazon.com.
- Prikaz Wikipedijinega članka (v izbranem jeziku) o trenutnem izvajalcu.
- Samodejni prikaz in nalaganje besedil pesmi.
- Brskalnik za upravljanje s predvajalnimi seznami.
- Premikanje in preimenovanje datotek glede na značke in položaj v zbirki.
- Filtriranje zbirke (najnovejše skladbe, najvišje ocenjene, največkrat predvajane).
- Samodejni sistem za ocenjevanje skladb in ročno točkovanje.
- 10-pasovni audio izravnalnik.
- Učinek prehajanja (crossfading) med skladbami (za GStreamer, Xine in aRts).
- Predvajanje brez prekinitev (z uporabo pogona Xine)
- Čarovnik za preprosto nastavitev.
- Vgrajena podpora za naprave iPod, iRiver iFP in naprave USB (navadni predvajalniki MP3).
- Podpora za Podcasting
- Vgrajena podpora za zapisovanje glasbenih CDjev z uporabo k3b.
- Prilagodljive barvne sheme. Brskalniku po kontekstu je možno prilagoditi slog z uporabo CSS.
- Razširjeno pogovorno okno za urejanje značk. Podpora za MusicBrainz in masovno dodajanje značk.
- Izbira med uporabo podatkovnih zbirk SQLite3, MySQL ali PostgreSQL.
- Animirana ikona v opravilni vrstici.
- KIO podpora za GStreamer, omogoča predvajanje preko oddaljenih protokolov.
- Vgrajena podpora za Last.fm. Iz predlogov, ki jih poda Last.fm se lahko ustvarijo dinamični predvajalni seznami.
- Zmogljiv vmesnik za skripte, ki omogoča razširitev Amaroka z uporabo kateregakoli jezika, ki ga podpira DCOP).
- Podpora za statistiko.
- Podpora za različne brskalnike.
- Prikaz skladb in umetnikov, ki so povezani s trenutno skladbo ali umetnikom.
- Podpora mnogim zvočnim pogonom:
  - aRts (ni več v razvoju in ni priporočen)
  - GStreamer
  - Helix
  - Media Application Server (MAS)
  - Network-Integrated Multimedia Middleware (NMM)
  - Xine

Različica 2.2 (za KDE 4):